# Estadio Jocay
Het Estadio Jocay is een multifunctioneel stadion in Manta, een stad in Ecuador. Het stadion heette eerder Estadio Modelo de Manta.
Het stadion wordt vooral gebruikt voor voetbalwedstrijden, de voetbalclub Delfín Sporting Club maakt gebruik van dit stadion. In het stadion is plaats voor ongeveer 20.000 toeschouwers. Het stadion werd geopend in 1962. Het stadion is ontworpen door architect Ricardo Mórtola. Het stadion werd gerenoveerd tussen 2002 en 2003.